# Smoke Some Kill
Albums de Schoolly D
The Adventures of Schoolly D
(1987) Am I Black Enough for You?
(1989)
Smoke Some Kill est le troisième album studio de Schoolly D, sorti en 1988.
L'album s'est classé 50e au Top R&B/Hip-Hop Albums et 180e au Billboard 200.
La chanson Signifying Rapper a fait l'objet de poursuites judiciaires de la part de Led Zeppelin en raison de l'utilisation non autorisée d'une interpolation de Kashmir. On retrouvait Signifying Rapper sur la bande originale du film Bad Lieutenant d'Abel Ferrara, mais à la suite de ce procès, le réalisateur a été contraint de retirer la chanson de son film.

## Liste des titres
| No  | Titre                                         | Contient un (des) sample(s) de | Durée |
| --- | --------------------------------------------- | --- | ----- |
| 1.  | Smoke Some Kill                               | I Got Ants in My Pants de James Brown Feel Good de Fancy                                                                                | 3:28  |
| 2.  | Here We Go Again                              | Watermelon Man d'Herbie Hancock | 2:43  |
| 3.  | Mr. Big Dick                                  | Mr. Big Stuff de Jean Knight Mr. Big Dick de Rudy Ray Moore You Can Make It if You Try de Sly & the Family Stone                        | 4:36  |
| 4.  | Gangster Boogie II                            | Let a Woman Be a Woman - Let a Man Be a Man de Dyke and the Blazers                                                                     | 3:43  |
| 5.  | This Is It (Ain't Gonna Rain)                 | You Can Make It if You Try de Sly & the Family Stone Got to Get a Knutt de The New Birth Spoonie Is Back de Spoonie Gee                 | 3:56  |
| 6.  | Another Poem                                  | | 4:20  |
| 7.  | We Don't Rock, We Rap                         | The Big Beat de Billy Squier Chameleon d'Herbie Hancock Change the Beat (Female Version) de Beside                                      | 3:17  |
| 8.  | Signifying Rapper                             | Kashmir de Led Zeppelin | 4:51  |
| 9.  | No More Rock N' Roll                          | | 3:52  |
| 10. | Same White Bitch (Got You Strung Out On Cane) | N.T. de Kool & the Gang Buffalo Gals de Malcolm McLaren                                                                                 | 4:19  |
| 11. | Treacherous                                   | The Revolution Will Not Be Televised de Gil Scott-Heron E.U. Freeze d'E.U. Hot (I Need to Be Loved, Loved, Loved, Loved) de James Brown | 4:27  |
| 12. | Black Man                                     | Johannesburg de Gil Scott-Heron et Brian Jackson                                                                                        | 4:19  |
| 13. | Coqui 900                                     | Bouncy Lady de Pleasure | 3:30  |
| 14. | Fat Gold Chain                                | Movin' de Brass Construction | 3:01  |